# Костная проводимость

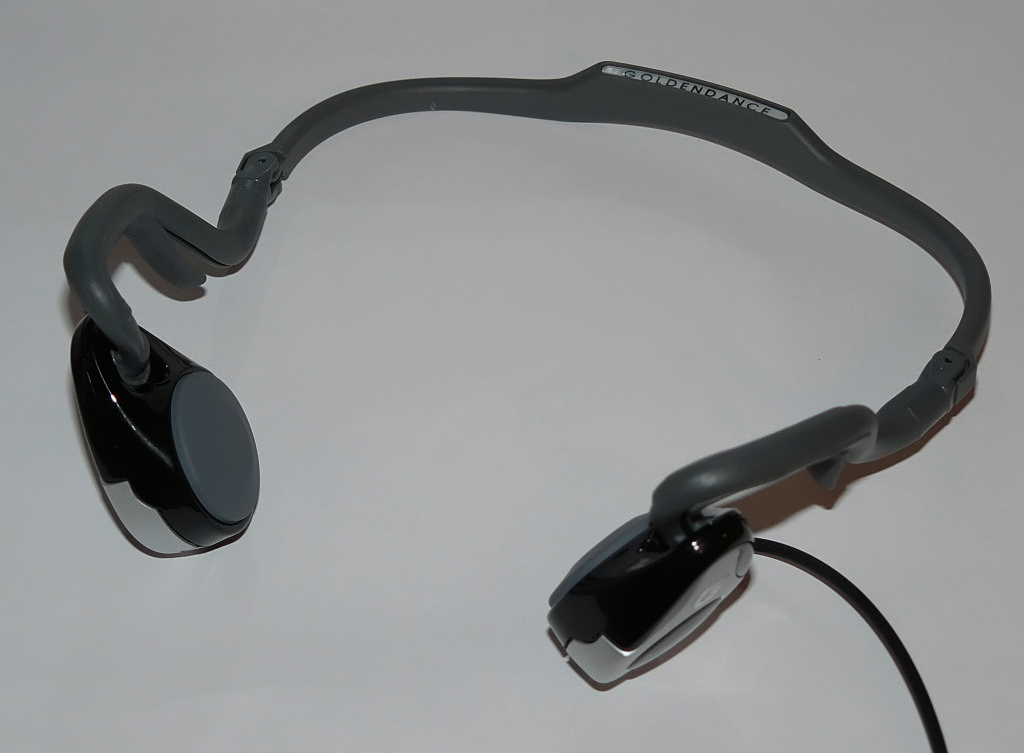
Пользовательские стереонаушники костной проводимости. Два преобразователя помещаются на височной области, перед ушными раковинами.

Костная проводимость — передача звука во внутреннее ухо через кости черепа. Посредством костной проводимости звук могут воспринимать люди как с нормальным, так и с ослабленным слухом.

## Обзор
Костная проводимость — одна из причин того, почему человек воспринимает звучание своего голоса по-иному, нежели оно слышится ему в записи. Поскольку кости черепа проводят более низкие частоты лучше воздуха, собственные голоса кажутся людям ниже и глубже, в сравнении с тем, как они слышатся окружающим; в записи же голос зачастую звучит выше ожидаемого

## Слуховые аппараты
В некоторых слуховых аппаратах используется технология костной проводимости, благодаря чему достигается эффект, равноценный восприятию звука непосредственно ушами. Наушники эргономично размещаются на виске и щеке, и электромеханический преобразователь, который трансформирует электрические сигналы в механические колебания, посылает звук во внутреннее ухо через кости черепа. Подобным же образом может использоваться микрофон для записи звуков разговора посредством костной проводимости. Впервые слуховой аппарат, использующий технологию костной проводимости, был описан в 1923 году Хьюго Гернсбэком, под названием «ософон», позже он переработал его и назвал «фоносон»

## Изделия, использующие технологию
Изделия, использующие технологию костной проводимости условно можно разделить на три группы:
- Простые изделия, такие как головные гарнитуры или наушники
- Слуховые аппараты и вспомогательные слуховые устройства (ALD)
- Устройства связи специального назначения (например, для использования под водой или в зашумлённой среде)

Один из примеров устройства связи специального назначения — динамик костной проводимости, используемый аквалангистами.
Устройство представляет собой многослойную резиновую, пьезоэлектрическую гибкую мембрану, приблизительно 40 миллиметров (1,6 дюйма) в поперечнике и 6 миллиметров (0,24 дюйма) толщиной.
Соединительный кабель вмонтирован в мембрану, образуя, таким образом, жёсткую, водонепроницаемую систему. Для эксплуатации динамик размещается на уровне одного из полукруглых выступов кости за ушной раковиной, и кажется, что звук, который может быть на удивление ясным и чётким, идёт из головы пользователя.

### Использование в 21-м веке
Устройство Google Glass использует технологию костной проводимости для передачи пользователю информации посредством преобразователя, размещающегося рядом с ушной раковиной. Использование технологии костной проводимости подразумевает, что любая голосовая информация, получаемая пользователем с помощью Glass, почти не слышна окружающим.
Головная гарнитура Aftershokz представляет собой ободок с двумя преобразователями, которые размещаются на скулах. Устройство позиционируется как спортивное, производитель делает упор на безопасность наушников для бегунов и велосипедистов, из-за того, что ушной канал не перекрывается и спортсмен не теряет вовлеченности в ситуацию.
Немецкий обозреватель Sky Deutschland и рекламное агентство BBDO Germany сотрудничали при организации рекламной кампании, касающейся использования технологии костной проводимости, которая впервые была представлена во Франции на Международном Фестивале рекламы «Каннские львы» в июне 2013 года. В рекламном концепте «Talking Window» («Говорящее окно») костная проводимость используется для передачи рекламных сообщений пассажирам общественного транспорта, прислоняющим головы к стеклянным окнам поезда. Академики из австралийского Университета Маккуори предположили, что при реализации данной идеи, пассажирам необходимо было бы использовать амортизирующее устройство, сделанное из материала, не передающего вибрацию самого окна.
В апреле 2016 года корпорация Ростех сообщила о начале выпуска гарнитуры для солдат, без наушников и микрофонов, на заводе «Луч» в Тверской области. Новая гарнитура крепится на виски солдата, под каской, что обеспечивает возможность слышать все происходящее вокруг и одновременно получать информацию по радиоканалу.